# Diospyros ebenum

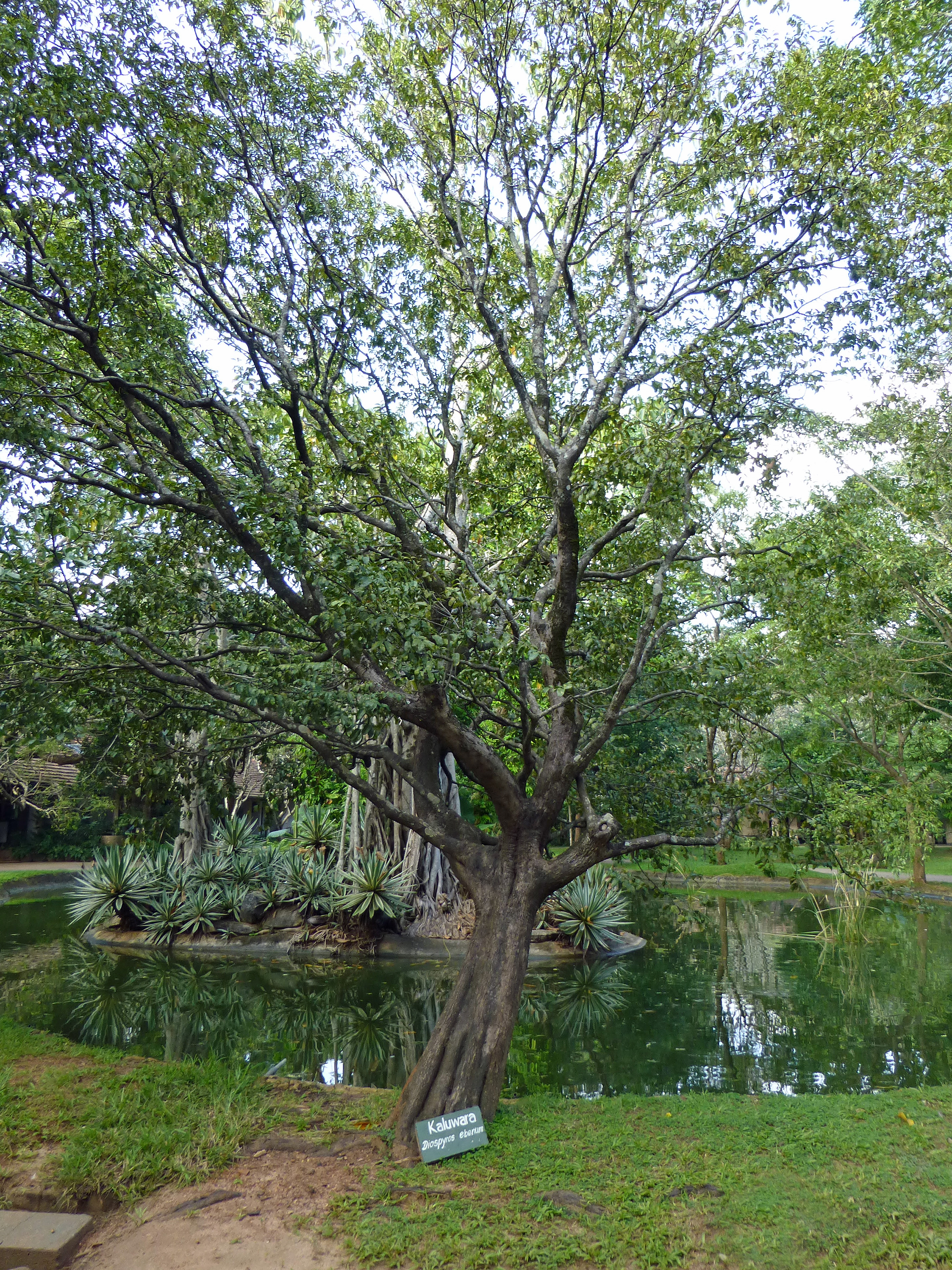
Vista general del árbol

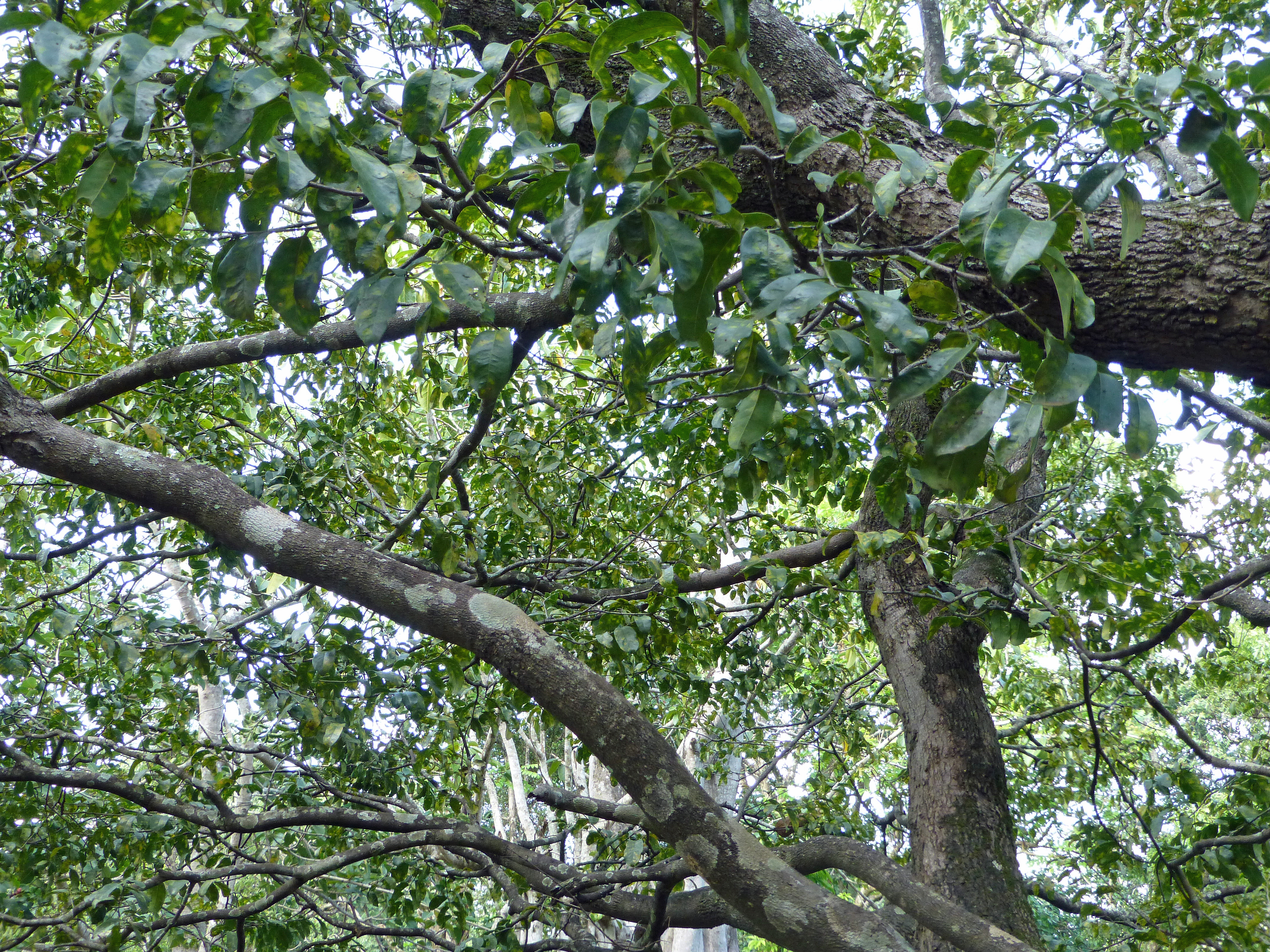
Tronco, ramas y hojas

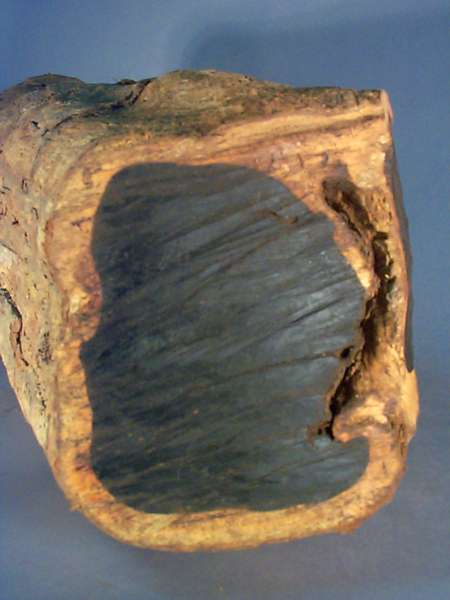
Corte del tronco

Diospyros ebenum es una especie arbórea del género Diospyros en la familia Ebenaceae. Se le conoce comúnmente como ébano, pero como el vocablo se aplica también a otras especies del mismo género, se lo llama más adecuadamente ébano de Ceilán.

## Descripción
Es un árbol dioico siempreverde de hasta 20-30 m de altura, con corteza de gris oscuro a negro. Las hojas, pecioladas, son de forma elíptico-lanceolado a ovado, de 6-15 por 2-5 cm, delgadas y de ápice redondeado a obtuso. Las flores son solitarias u organizadas en inflorescencias cimosas de 3-15. Miden unos 1,2-1,8 cm, el cáliz tiene 4 sépalos y la corola 4 pétalos. Las masculinas con el androceo conformado por 16 o 32 estambres y las femeninas con un gineceo de 4 estilos conatos y 8 estaminodios. Dan un fruto en baya de color negro, globosa, de 3-5 gm de diámetro, con semillas pardas-negras triangular-elipsoideas de hasta 1,5 cm.

## Distribución geográfica y hábitat
Es una especie nativa de India y de Sri Lanka. Se introdujo y se cultiva como ornamental en otras partes del mundo, como Florida (Estados Unidos) o la Península de Malasia. Crece en suelos alterados en altitudes próximas al nivel del mar. Florece de abril a mayo y fructificación de junio a agosto.

## Taxonomía
Diospyros ebenum fue descrita por Johann Gerhard König ex Anders Jahan Retzius  y publicado en Physiographiska Sälskapets Handlingar, vol. 1, p. 176, 1776.
Etimología
- Diospyros: nombre genérico derivado del vocablo griego διόσπυρον, construido con Διός "de Zeus (Dios)" y πυρός "grano", "trigo" por lo que significa originalmente "grano o fruto de Zeus (Dios)". Los autores de la antigüedad usaron el vocablo con sentidos diversos: Teofrasto menciona un dióspyros –un árbol con pequeños frutos comestibles de huesecillo duro–, el que según parece es el almez (Celtis australis L., ulmáceas), y Plinio el Viejo (Naturalis Historia, 27,98) y Dioscórides lo usaron como otro nombre del griego λιθόσπερμον, de λιθό, piedra y σπερμον, simiente, y que habitualmente se identifica con el Lithospermum officinale L. (boragináceas). Linneo tomó el nombre genérico de Dalechamps, quien llamó al Diospyros lotus "Diospyros sive Faba Graeca, latifolia".[4][5][6]
- ebenum: epíteto latín que significa "de ébano".[7]

Sinonimia
- Diospyros assimilis Bedd.
- Diospyros ebenaster Retz.
- Diospyros glaberrima Rottler
- Diospyros laurifolia A.Rich.
- Diospyros melanoxylon Willd.
- Diospyros membranacea A.DC.
- Diospyros reticulata var. timoriana A.DC.
- Diospyros timoriana (A.DC.) Miq.[8]

## Citología
Número de cromosomas: 2 n = 30.

## Propiedades y usos

### Madera
La madera de la especie tiene cualidades interesantes: alta dureza (dos veces más dura que el roble), fácil de pulir, prácticamente sin picaduras, proporciona una superficie lisa y brillante, resistente al agua y a las termitas. La densidad es muy alta (hasta 1200 kg/m3) y no flota en el agua.

### Usos
La madera se usa en obras de arte hechas a mano y para producir algunas partes de instrumentos musicales (por ejemplo, teclas de piano de cola), tornería (incluidas piezas de ajedrez), y también para incrustaciones de ebanistería.
Antaño, se usaba para hacer muebles de lujo enteramente de dicha madera.
Su valor es tal que se vende al peso pero, en sus países de origen —por ejemplo Sri Lanka— es ilegal cortar y vender ébano.